# Copa de Checoslovaquia
La Copa de Checoslovaquia fue la competición de la copa nacional de fútbol celebrada en Checoslovaquia. Fue creada oficialmente en 1960 y terminada en 1993 con la Disolución de Checoslovaquia en dos estados la República Checa y Eslovaquia.
La copa se disputó entre los ganadores de la Copa de la República Checa y la Copa de Eslovaquia. Los clubes más exitosos fueron el Sparta Praga y Dukla Praga, ganando ambos 8 veces, entre los clubes eslovacos el Slovan Bratislava triunfó cinco veces y Spartak Trnava cuatro veces.
Los orígenes de la copa fueron torneos no oficiales disputados en 1950-51, 1951-52, 1955 y la temporada 1959-60.

## História
Después de la creación de la Recopa de Europa en 1960, Checoslovaquia no tenía su propia competición de copa, por lo que el 7 de agosto de 1960, la Sección Central de Fútbol de la Asociación Checa de Fútbol (el nombre de la asociación de fútbol en ese momento) en Praga decidió establecer la Copa Checoslovaca. La final se jugaría entre el ganador de la Copa Checa y el ganador de la Copa SNP, que en aquel momento se disputaba en Eslovaquia.
La primera Copa de Checoslovaquia se celebró en la temporada 1960-61, en la final el 3 de diciembre de 1961 en Olomouc, el club del ejército Dukla Praga derrotó al Dynamo Žilina por 3:0. Históricamente, el primer gol en los partidos finales lo marcó Jozef Adamec, de 19 años, quien en ese momento estaba en el ejército.
La primera década de la competición de copa estuvo dominada por el Dukla de Praga y el Slovan de Bratislava, que ganaron el trofeo cuatro y tres veces respectivamente. En 1968, el Slovan ganó la Copa Checoslovaca y la temporada siguiente la Recopa de Europa 1968-69, convirtiéndose así en el único club checoslovaco en ganar un torneo europeo.
Entre los años 1977 y 1984 sólo se disputó una final, alternativamente un año en Praga y otro en Bratislava. Desde 1985, para hacer más atractiva la competición copera, la final se disputó en ciudades más pequeñas. De esta manera también pudieron ver la final de copa las ciudades eslovacas de Jelšava (1986), Ružomberok (1988), Prešov (1990) y Trebišov (1992). Las ciudades checas de Příbram (1985), Kopřivnice (1987), Opava (1989), Frýdek-Místek (1991) y Břeclav (1993) fueron también las sede del partido final.

## Palmarés
| Temporada | Campeón                | Resultado              | Finalista             | Sede de la final                                                     |
| --------- | ---------------------- | ---------------------- | --------------------- | -------------------------------------------------------------------- |
| 1960-61   | Dukla Praga            | 3 - 0                  | Dynamo Zilina         | Stadion míru, Olomouc                                                |
| 1961-62   | Slovan Bratislava      | 1 - 1, 4 - 1           | Dukla Praga           | Gottwaldov Stadion Jana Švermy, Brno                                 |
| 1962-63   | Slovan Bratislava      | 0 - 0, 9 - 0           | Dynamo Praga          | Stadion Dr. Václava Vacka, Praga Tehelné Pole, Bratislava            |
| 1963-64   | Spartak Praga Sokolovo | 4 - 1                  | VSS Košice            | Stadion Jana Švermy, Brno                                            |
| 1964-65   | Dukla Praga            | 0 - 0 (5-3 pen)        | Slovan Bratislava     | Letná Stadium, Praga                                                 |
| 1965-66   | Dukla Praga            | 2 - 1, 4-0             | Tatran Presov         | Prešov Stadion Juliska, Praga                                        |
| 1966-67   | Spartak Trnava         | 2 - 4, 2 - 0 (5-4 pen) | Sparta Praga          | Stadion Dr. Václava Vacka, Praga Štadión Antona Malatinského, Trnava |
| 1967-68   | Slovan Bratislava      | 0 - 1, 2 - 0           | Dukla Praga           | Stadion Juliska, Praga Tehelné Pole, Bratislava                      |
| 1968-69   | Dukla Praga            | 1 - 1, 1 - 0           | VCHZ Pardubice        | Pardubice Stadion Juliska, Praga                                     |
| 1969-70   | TJ Gottwaldov          | 3 - 3, 0 - 0 (4-3 pen) | Slovan Bratislava     | Tehelné Pole, Bratislava Gottwaldov                                  |
| 1970-71   | Spartak Trnava         | 2 - 1, 5 - 1           | Skoda Plzen           | Štruncovy Sady Stadion, Plzeň Štadión Antona Malatinského, Trnava    |
| 1971-72   | Sparta Praga           | 0 - 1, 4 - 3 (4-3 pen) | Slovan Bratislava     | Tehelné Pole, Bratislava Letná Stadium, Praga                        |
| 1972-73   | Baník Ostrava          | 1 - 2, 3 - 1           | VSS Košice            | Štadión Lokomotívy v Čermeli, Košice Stadion Bazaly, Ostrava         |
| 1973-74   | Slovan Bratislava      | 0 - 1, 1 - 0 (4-3 pen) | Slavia Praga          | Stadion Dr. Václava Vacka, Praga Tehelné Pole, Bratislava            |
| 1974-75   | Spartak Trnava         | 3 - 1, 1 - 0           | Sparta Praga          | Štadión Antona Malatinského, Trnava Letná Stadium, Praga             |
| 1975-76   | Sparta Praga           | 3 - 2; 1 - 0           | Slovan Bratislava     | Letná Stadium, Praga Tehelné Pole, Bratislava                        |
| 1976-77   | Lokomotiva Kosice      | 2 - 1                  | Sklo Union Teplice    | Letná Stadium, Praga                                                 |
| 1977-78   | Baník Ostrava          | 1 - 0                  | Jednota Trenčín       | Tehelné Pole, Bratislava                                             |
| 1978-79   | Lokomotiva Kosice      | 2 - 1                  | Baník Ostrava         | Letná Stadium, Praga                                                 |
| 1979-80   | Sparta Praga           | 2 - 0                  | ZTS Košice            | Tehelné Pole, Bratislava                                             |
| 1980-81   | Dukla Praga            | 4 - 1                  | Dukla Banská Bystrica | Letná Stadium, Praga                                                 |
| 1981-82   | Slovan Bratislava      | 0 - 0 (4-2 pen)        | Bohemians Praga       | Tehelné Pole, Bratislava                                             |
| 1982-83   | Dukla Praga            | 2 - 1                  | Slovan Bratislava     | Stadion Evžena Rošického, Praga                                      |
| 1983-84   | Sparta Praga           | 4 - 2                  | Inter Bratislava      | Tehelné Pole, Bratislava                                             |
| 1984-85   | Dukla Praga            | 3 - 2                  | Lokomotiva Kosice     | Stadion Na Litavce, Příbram                                          |
| 1985-86   | Spartak Trnava         | 1 - 1 (4-3 pen)        | Sparta Praga          | Mestský štadión Jelšava, Jelšava                                     |
| 1986-87   | DAC Dunajská Streda    | 0 - 0 (3-2 pen)        | Sparta Praga          | Letní stadion Kopřivnice, Kopřivnice                                 |
| 1987-88   | Sparta Praga           | 2 - 0                  | Inter Bratislava      | Štadión pod Čebraťom, Ružomberok                                     |
| 1988-89   | Sparta Praga           | 3 - 0                  | Slovan Bratislava     | Stadion Ostroj, Opava                                                |
| 1989-90   | Dukla Praga            | 1 - 1 (5-4 pen)        | Inter Bratislava      | Štadión Tatran, Prešov                                               |
| 1990-91   | Baník Ostrava          | 6 - 1                  | Spartak Trnava        | Stadion Stovky, Frýdek-Místek                                        |
| 1991-92   | Sparta Praga           | 2 - 1                  | Tatran Presov         | Štadión Slavoja Trebišov, Trebišov                                   |
| 1992-93   | 1. FC Košice           | 5 - 1                  | Sparta Praga          | Štadión Poštorná, Břeclav                                            |

## Títulos por club
| Club                  | Campeón | Años Campeón                                   | 2° | Años Subcampeón                    |
| --------------------- | ------- | ---------------------------------------------- | -- | ---------------------------------- |
| Sparta Praga          | 8       | 1964, 1972, 1976, 1980, 1984, 1988, 1989, 1992 | 5  | 1967, 1975, 1986, 1987, 1993       |
| Dukla Praga           | 8       | 1961, 1965, 1966, 1969, 1981, 1983, 1985, 1990 | 2  | 1962, 1968                         |
| Slovan Bratislava     | 5       | 1962, 1963, 1968, 1974, 1982                   | 6  | 1965, 1970, 1972, 1976, 1983, 1989 |
| Spartak Trnava        | 4       | 1967, 1971, 1975, 1986                         | 1  | 1991                               |
| Baník Ostrava         | 3       | 1973, 1978, 1991                               | 1  | 1979                               |
| Lokomotíva Košice     | 2       | 1977, 1979                                     | 1  | 1985                               |
| 1. FC Košice          | 1       | 1993                                           | 3  | 1964, 1973, 1980                   |
| TJ Gottwaldov         | 1       | 1970                                           | -  | ---                                |
| DAC Dunajská Streda   | 1       | 1987                                           | -  | ---                                |
| Inter Bratislava      | -       | ---                                            | 3  | 1984, 1988, 1990                   |
| Slavia Praga          | -       | ---                                            | 2  | 1963, 1974                         |
| Tatran Presov         | -       | ---                                            | 2  | 1966, 1992                         |
| Dynamo Zilina         | -       | ---                                            | 1  | 1961                               |
| VCHZ Pardubice        | -       | ---                                            | 1  | 1969                               |
| Skoda Plzen           | -       | ---                                            | 1  | 1971                               |
| Sklo Union Teplice    | -       | ---                                            | 1  | 1977                               |
| Jednota Trenčín       | -       | ---                                            | 1  | 1978                               |
| Dukla Banská Bystrica | -       | ---                                            | 1  | 1981                               |
| Bohemians Praga       | -       | ---                                            | 1  | 1982                               |